# Li Wenliang (médico)
Li Wenliang (em chinês: 李文亮; Beizhen, 12 de outubro de 1986 — 7 de fevereiro de 2020) foi um oftalmologista chinês no Hospital Central de Wuhan, considerado a primeira pessoa a alertar o público sobre a pandemia de COVID-19. Em 3 de janeiro de 2020, a polícia de Wuhan o convocou, o advertiu por estar "fazendo comentários falsos na Internet", e obrigou a assinar um documento no qual denunciava o aviso como um boato "infundado e ilegal". Em 7 de fevereiro de 2020, morreu de uma nova infecção por 2019-nCoV em uma sala de unidade de terapia intensiva (UTI). Em seguida, investigadores representantes de Pequim concluíram que as autoridades de Wuhan agiram "inadequadamente" ao reprimirem o doutor e que falharam ao tentarem seguir os "procedimentos de aplicação correta das leis". Os investigadores também consideraram os esforços de Li para conscientizar a população sobre o vírus como uma influência positiva. Após a publicação das conclusões oficiais de Pequim pela Comissão Nacional de Supervisão, a polícia de Wuhan anunciou que os dois oficiais responsáveis pela aplicação da advertência a Li foram devidamente punidos.

## Biografia e carreira
Li Wenliang nasceu em Beizhen, Liaoning, e estudou medicina clínica na Universidade de Wuhan por sete anos, onde adquiriu seu Mestrado em Medicina. Após a formatura, ele trabalhou em Xiamen, Fujian, por 3 anos antes de retornar a Wuhan e trabalhar como oftalmologista no Hospital Central de Wuhan. Li era filiado ao Partido Comunista da China (PCCh).
Em 30 de dezembro de 2019, Li viu um relatório do paciente que mostrou um resultado positivo com um alto intervalo de confiança para os testes de coronavírus SARS. Às 17h43, ele disse em um grupo do WeChat de seus colegas de faculdade médica: "Havia 7 casos confirmados de SARS no Huanan Seafood Market". Ele também postou o relatório e o resultado da tomografia computadorizada de um paciente. Às 18h42, acrescentou, "as últimas notícias são que foi confirmado que são infecções por coronavírus, mas o vírus exato a ser subtipado". Ele também explicou o que é um coronavírus com a mensagem.
Suas palavras no grupo do WeChat foram postadas na Internet sem ocultar seu nome. Os superintendentes médicos de seu hospital logo o procuraram e conversaram. Em 3 de janeiro, a delegacia de Zhangnan Street do Departamento de Segurança Pública de Wuhan alertou e deu uma palestra para Li por estar "fazendo comentários falsos na Internet". Os policiais pediram que ele assinasse uma carta de exortação. Contudo, o Hospital Central de Wuhan não impôs a Li nenhum castigo. Sua licença como médico em exercício não foi revogada. Em seguida, contudo, as autoridades de Pequim invalidaram a carta de exortação. A polícia de Wuhan acabou por advertir devidamente os dois policiais responsáveis pela punição inadequadamente aplicada a Li, o que acabou solucionando a controvérsia gerada após o mal-entendido.
Em 8 de janeiro, ele foi infectado pelo coronavírus quando conheceu um paciente com pneumonia de causa desconhecida em sua clínica. Ele começou a ter febre e tosse em 10 de janeiro, que logo se tornou grave. Em 12 de janeiro, ele foi levado para uma UTI, onde ficou em quarentena e recebeu tratamento. Devido à falta de kits de teste para o novo vírus, seu diagnóstico da infecção viral não foi realizado até 1 de fevereiro. Além disso, muitos de seus colegas e famílias também foram infectados com o vírus.
O governo chinês enviou um comunicado oficial pedindo desculpas à família de Li Wenliang, reconhecendo seus erros. Além disso, a Comissão Nacional de Saúde da China reconheceu o doutor Li como um herói nacional devido à sua bravura e sacrifício. A família de Li recebeu uma indenização por sua morte, que foi considerada como um acidente de trabalho, e seu funeral foi pago pelo governo chinês.

## Reações

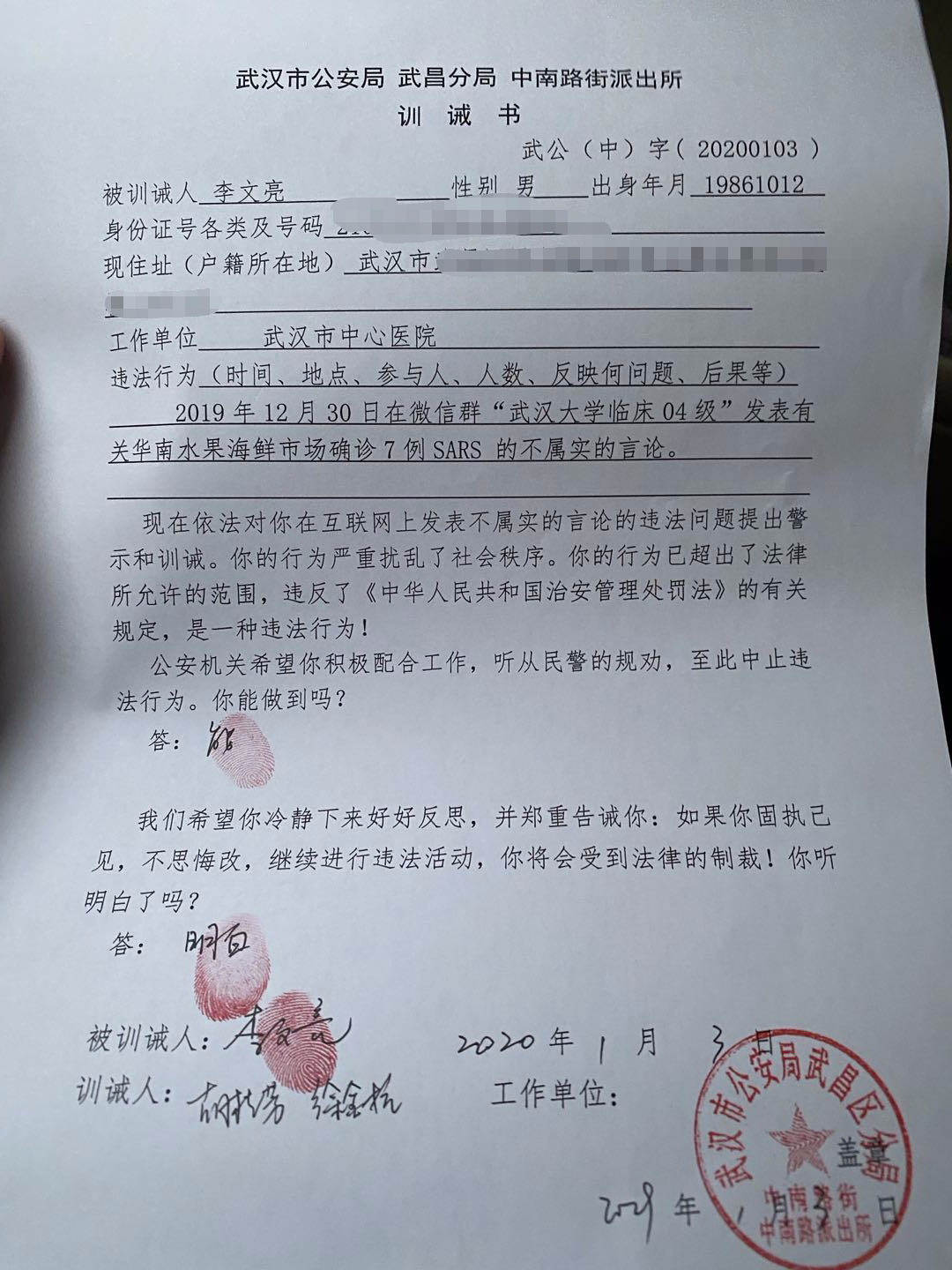

Ele estava sob os holofotes do público e da mídia chinesa, considerado um dos oito "propagadores de boatos" advertidos pela polícia de Wuhan. No entanto, de acordo com alguns meios de comunicação, a polícia de Wuhan convocou-os em 1 de janeiro, enquanto Li e Xie Linka, médico do Hospital da União de Wuhan, foi convocado em 3 de janeiro.
O Supremo Tribunal Popular da China disse que, em retrospecto, os oito cidadãos de Wuhan não deveriam ter sido punidos — em razão do que alertaram não ter sido considerado falso. "Pode ter sido uma sorte, se o público tivesse acreditado nos 'rumores' da época e tivesse começado a usar máscaras, a tomar medidas de sanitização e a evitar o mercado de animais silvestres", disse a conta de mídia social do tribunal em 4 de fevereiro.
Li, disse a Caixin que temia que o hospital o punisse por "espalhar boatos", mas sentiu-se aliviado depois que o tribunal superior criticou publicamente a polícia. "Acho que deveria haver mais de uma voz em uma sociedade saudável e não aprovo o uso do poder público para interferências excessivas", afirmou Li. O doutor Wenliang, filiado ao Partido Comunista da China, no entanto, não se posicionava como um opositor do governo, apesar das divergências que sofreu com as autoridades locais pelo mal-entendido.
"Nós expressamos nossas profundas condolências e tristeza, prestamos o nosso tributo a ele por combater na linha de frente da epidemia, e estendemos nossa solidariedade sincera à sua família", disse o governo local.
Li foi honrado pela Comissão Nacional de Saúde e outras autoridades relacionadas em 4 de março por combater a COVID-19, que reconheceram seus esforços.

## Morte
Em 6 de fevereiro, a mídia estatal chinesa informou que o médico morreu aos 33 anos de idade. Mas, segundo a reportagem da China Newsweek (中國 新聞 周刊), seu batimento cardíaco foi interrompido às 21h30 e a oxigenação por membrana extracorpórea foi usada em seu corpo e o resgate continuou.
A Organização Mundial da Saúde postou no Twitter dizendo que ficou "profundamente triste com a morte do Dr. Li Wenliang", e que "devemos celebrar o trabalho que ele fez no 2019-nCoV".
No entanto, horas depois, o Hospital Central de Wuhan, a unidade de tratamento de Li, informou que o médico ainda estava vivo, embora gravemente doente, contradizendo diretamente os relatos da mídia estatal. Em resposta, relatórios e artigos anteriores afirmando que Li morrera foram excluídos pelos meios de comunicação chineses que os publicaram. O Hospital Central Wuhan confirmou posteriormente que Li havia morrido e deu o seu tempo de morte às 02h58 em 7 de fevereiro de 2020.
Após a morte de Li, surgiram temporariamente no Sina Weibo tópicos, na forma de hashtags, críticos em relação ao regime chinês. Entre os tópicos constavam "o governo de Wuhan deve um pedido de desculpa ao médico Li Wenliang” e “queremos liberdade de expressão”. Ambos os hashtags foram rapidamente censurados, permanecendo apenas alguns comentários das centenas de milhares postados.
Posteriormente, o pedido de desculpas foi atendido. As autoridades de Pequim, representadas pela Comissão Nacional de Saúde, reprovaram a punição aplicada por dois oficiais da polícia de Wuhan. Em seguida, as autoridades locais pediram desculpas ao doutor e à família, uma indenização foi concedida e Li foi honrado, tendo seus esforços reconhecidos.

## Família
Li tinha uma esposa e um filho. Sua esposa, Fu Xuejie, estava grávida quando ele morreu. Quando Li começou a manifestar sintomas reservou um quarto de hotel de forma a evitar a possibilidade de infectar a sua família, antes de ser hospitalizado dia 12 de janeiro. Apesar desta precaução os seus pais foram infetados pelo coronavírus.
O governo chinês, contudo, concedeu indenização à família, cobriu as despesas para o funeral, pediu desculpas à família pelo erro cometido em relação a Li, reconheceu seus esforços em nome do bem-comum e o considera atualmente como um herói nacional. Em junho de 2020, nasceu seu segundo filho com Fu. Ela homenageou o marido morto publicando uma foto do bebê com um breve texto na rede social WeChat. "Marido, você pode ver isso do céu? Você me deu seu presente final hoje. É claro que vou amá-los e protegê-los". 